# Joseph Okumu
Joseph Stanley Okumu (ur. 26 maja 1997 w Kisumu) – kenijski piłkarz, grający na pozycji środkowego obrońcy we francuskim klubie Stade de Reims oraz w reprezentacji Kenii. Uczestnik Pucharu Narodów Afryki 2019.

## Kariera piłkarska
Swoją karierę piłkarską Okumu rozpoczął w klubie Chemelil Sugar FC. W 2014 roku zadebiutował w nim w kenijskiej Premier League. W klubie tym występował do 2016 roku i wtedy też przeszedł do południowoafrykańskiego Free State Stars FC. 24 września 2016 zaliczył w nim swój debiut w zremisowanym 0:0 wyjazdowym meczu z Supersport United FC. Zawodnikiem Free State Stars był do 2017 roku.
W 2018 roku Okumu został piłkarzem amerykańskiego AFC Ann Arbor i grał w nim w rozgrywkach NPSL. Następnie trafił do Real Monarchs występującego w USL Championship. W nim zadebiutował 4 października 2018 w wygranym 2:1 domowym meczu z OKC Energy. W Real Monarchs grał również w 2019 roku.
W sierpniu 2019 roku Okumu przeszedł do szwedzkiego IF Elfsborg. W szwedzkiej ekstraklasie zadebiutował 29 września 2019 w zremisowanym 1:1 domowym meczu z AIK Fotboll. W sezonie 2020 wywalczył z Elfsborgiem wicemistrzostwo Szwecji.
1 lipca 2021 roku Okumu został zawodnikiem KAA Gent, do którego trafił za kwotę 3,5 miliona euro. W barwach Gent zadebiutował 25 lipca 2021 w przegranym 1:2 wyjazdowym spotkaniu z Sint-Truidense VV.
| Sezon   | Klub                | Kraj              | Rozgrywki        | Mecze | Gole |
| ------- | ------------------- | ----------------- | ---------------- | ----- | ---- |
| 2014    | Chemelil Sugar FC   | Kenia             | Premier League   | ?     | ?    |
| 2015    | Chemelil Sugar FC   | Kenia             | Premier League   | ?     | ?    |
| 2016    | Chemelil Sugar FC   | Kenia             | Premier League   | 13    | 0    |
| 2016/17 | Free State Stars FC | Południowa Afryka | PSL              | 7     | 0    |
| 2018    | AFC Ann Arbor       | Stany Zjednoczone | NPSL             | 8     | 0    |
| 2018    | Real Monarchs       | Stany Zjednoczone | USL Championship | 2     | 0    |
| 2019    | Real Monarchs       | Stany Zjednoczone | USL Championship | 10    | 0    |
| 2019    | IF Elfsborg         | Szwecja           | Allsvenskan      | 3     | 0    |
| 2020    | IF Elfsborg         | Szwecja           | Allsvenskan      | 24    | 0    |
| 2021    | IF Elfsborg         | Szwecja           | Allsvenskan      | 7     | 0    |

## Kariera reprezentacyjna
W reprezentacji Kenii Okumu zadebiutował 31 maja 2016 w zremisowanym 1:1 towarzyskim meczu z Sudanem. W 2019 roku został powołany do kadry Kenii na Puchar Narodów Afryki 2019. Był na nim podstawowym zawodnikiem Kenii i rozegrał trzy mecze: Senegalem (0:3), z Tanzanią (3:2) oraz z Algierią (0:2).